# 丘定侯
丘定侯（1898年—1971年4月），原名遠雄，又名定桂，中華民國大陸時期政治人物，少將軍銜，曾任衢縣、永嘉、永康、麗水、平湖縣長。

## 生平
丘定侯，平遠縣上舉村人。畢業於梅州中學，後考入廣東大學（今中山大學）法律系（1993年《平远县志》作「广东法政专门学校」）。
1923年毕业后，任陆丰县政府秘书，旋被潮梅警备司令何应钦调任潮阳县地方法院推事，代理县长。1927年10月，何应钦兼任浙江省政府主席，丘任浙江省政府秘书，后在十余年内出任衢縣、永嘉、永康、麗水、平湖五县县長。
七七事变爆发后，丘任第八集团军总司令张发奎部少将军法处长兼平湖县长，期间因处理张强的弟弟张英，遭张记恨。张强指控丘贪污公款，使其下狱二年，后因张发奎的关系，该案移交顾祝同部军法处审理，丘被软禁于上饶花园饭店，后释放。1940年，丘携家人回上举家中居住。
1942年，丘至曾养甫创办的湘南煤矿局任职，历任专员、营运处处长、代理局长，后因职员招惹CC派成员遭受牵连，1943年再次回到上举。抗战胜利后，丘出任广东市政府参事兼省实业有限公司副经理。1947年9月辞职经商，当年冬天定居香港。定居香港后丘在九龙青山道开设小型牙刷厂以维持家计。
1971年4月，丘在香港病逝，享寿73岁。